# Brama Twardowskiego (schronisko)
Brama Twardowskiego – schronisko w skale Brama Twardowskiego w miejscowości Złoty Potok w gminie Janów w powiecie częstochowskim, w województwie śląskim. Znajduje się w lesie przy drodze łączącej Siedlec z drogą wojewódzką nr 793, w odległości około 600 m od skrzyżowania tych dróg i parkingu.
Schronisko ma postać owalnego otworu w skale o wysokości 4 m i szerokości 5 m. Prawdopodobnie stanowiło część jakiegoś systemu jaskiniowego pochodzenia krasowego, który uległ zniszczeniu. Skale i schronisku nazwę nadał poeta Zygmunt Krasiński (1812-1859), który często tamtędy spacerował. Już za jego czasów wykonano dla turystów drewniane schodki ułatwiające zwiedzanie skały. Są one widoczne na rycinach Boucharda i Dymitrowicza z 1874 r. i z 1857 r.

## Historia poznania
Schronisko znane jest od dawna, zwiedzane było już w połowie XIX wieku. Było wymieniane we wszystkich przewodnikach turystycznych i zaznaczane na mapach. Po raz pierwszy jego dokumentację na podstawie pomiarów własnych i Jerzego Zygmunta opracował M. Czepiel w 2000 r. On też sporządził plan. Dane zaktualizował J. Zygmunt w 2008 r.